# Закон Оукена

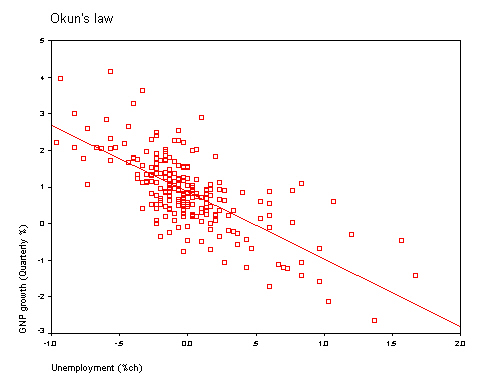
Залежність між рівнем безробіття та ВВП (США, 1947—2002)

Закон Оукена — емпірично встановлена зворотна залежність між рівнем безробіття й обсягом виробленого ВВП, кількісне значення якої коливається в межах від 2 до 3 %.
Названий по імені американського економіста Артура Оукена.
Насправді ця залежність не є законом, а є більше тенденцією з певною кількістю обмежень, залежно від країни, регіону та від проміжку часу.
\frac{Y-Y*}{Y*}=-Bu_c,
де Y — фактичний ВВП, Y* — потенційний ВВП, u_c — рівень циклічного безробіття , B — емпіричний коефіцієнт чутливості (в основному приймається за 2). Коефіцієнт B буде різним, залежно від країни та часового періоду.  